# Étienne Finot
Pour les articles homonymes, voir Finot.
Étienne Finot, né le 6 décembre 1748 à Avrolles (généralité de Paris, actuel département de l'Yonne), mort le 7 décembre 1828 dans la même ville, est un homme politique de la Révolution française.

## Biographie
Sous l'Ancien régime, Étienne Finot est commissaire à terrier à Saint-Florentin. En 1780, il obtient la charge d'huissier sergent à cheval au Châtelet de Paris.
La monarchie constitutionnelle mise en application par la constitution du 3 septembre 1791 prend fin à l'issue de la journée du 10 août 1792 : les bataillons de fédérés bretons et marseillais et les insurgés des faubourgs de Paris prennent le palais des Tuileries. Louis XVI est suspendu et incarcéré, avec sa famille, à la tour du Temple.
En septembre 1792, Étienne Finot est élu député du département de l'Yonne, le huitième sur neuf, à la Convention nationale.
Il siège sur les bancs de la Montagne. Lors du procès de Louis XVI, il vote la mort, et rejette l'appel au peuple et le sursis à l'exécution de la peine. Le 13 avril 1793, il est absent lors du scrutin sur la mise en accusation de Jean-Paul Marat. Le 28 mai, il vote contre le rétablissement de la Commission des Douze.
Le 18 floréal an III (le 7 mai 1795), il est élu membre de la Commission des Vingt-et-Un chargée d'examiner la conduite de Joseph Le Bon (député du Nord) accusé d'être responsable de violences durant sa mission dans le Nord-Pas-de-Calais.
Sous le Directoire, Étienne Finot n'est pas réélu député. Il devient président de l'administration du département de l'Yonne, puis commissaire du Directoire à Joigny et Saint-Florentin, et finalement inspecteur des Eaux-et-Forêts sous l'Empire.
Étienne Finot frappé par la loi du 12 janvier 1816, ayant voté la mort de Louis XVI et adhéré à l'Acte additionnel durant les Cent-Jours, et s'exile en Suisse, à Lausanne puis à Vevey. Amnistié, il revient en France à la fin de 1818.

## Sources
1. ↑  Archives départementales de l'Yonne, « État-civil d'Avrolles, naissances mariages et décès de 1816 à 1828, vue 279 / 284, 5 Mi 259/2 » , sur https://archives.yonne.fr (consulté le 9 juillet 2025)
2. ↑  « FINOT, Étienne », sur FranceArchives (consulté le 9 juillet 2025)
3. ↑  Claveau, Louis, Ducom, André Jean (1861-1923), Lataste, Lodoïs (1842-1923) et Pionnier, Constant (1857-1924), « Archives parlementaires de 1787 à 1860, Première série, tome 52, Liste des députés par départements » , sur https://gallica.bnf.fr, 1897 (consulté le 9 juillet 2025)
4. ↑  Claveau, Louis, Ducom, André Jean (1861-1923), Lataste, Lodoïs (1842-1923) et Pionnier, Constant (1857-1924), « Archives parlementaires de 1787 à 1860, Première série, tome 62, séance du 13 avril 1793 » , sur https://gallica.bnf.fr, 1902 (consulté le 9 juillet 2025)
5. ↑  Claveau, Louis, Ducom, André Jean (1861-1923), Lataste, Lodoïs (1842-1923) et Pionnier, Constant (1857-1924), « Archives parlementaires de 1787 à 1860, Première série, tome 65, séance du 28 mai 1793 » , sur https://gallica.bnf.fr, 1904 (consulté le 9 juillet 2025)
6. ↑  Gazette nationale ou le Moniteur universel n°231, « Convention nationale, séance du soir du 18 floréal (7 mai) » , sur https://gallica.bnf.fr, 21 floréal an 3 (10 mai 1795) (consulté le 9 juillet 2025)

- « Étienne Finot », dans Adolphe Robert et Gaston Cougny, Dictionnaire des parlementaires français, Edgar Bourloton, 1889-1891 [détail de l’édition]
- Jacques-Philippe Giboury, Dictionnaire des régicides - 1793. Paris, Perrin, 1989, 442 p.